# Lasioglossum bernardinense
Lasioglossum bernardinense är en biart som först beskrevs av Michener 1936.  Lasioglossum bernardinense ingår i släktet smalbin, och familjen vägbin. Inga underarter finns listade i Catalogue of Life.